# Turul

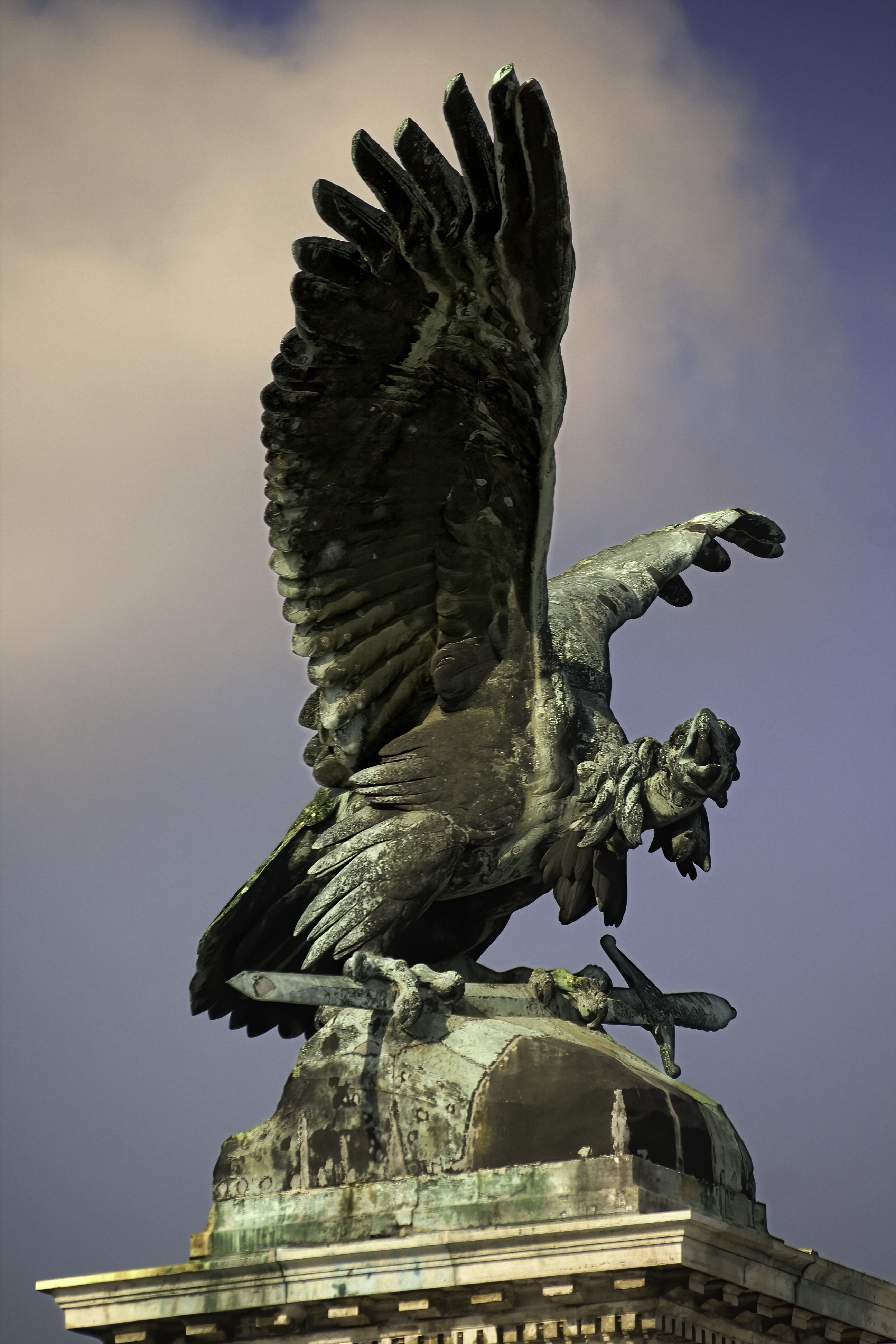
Statuie a unei păsări turul pe Castelul Regal din Budapesta, Ungaria

Turul este o pasăre răpitoare mitologică, descrisă în principal ca un șoim, din tradiția culturală maghiară și un simbol național al maghiarilor.

## Origine

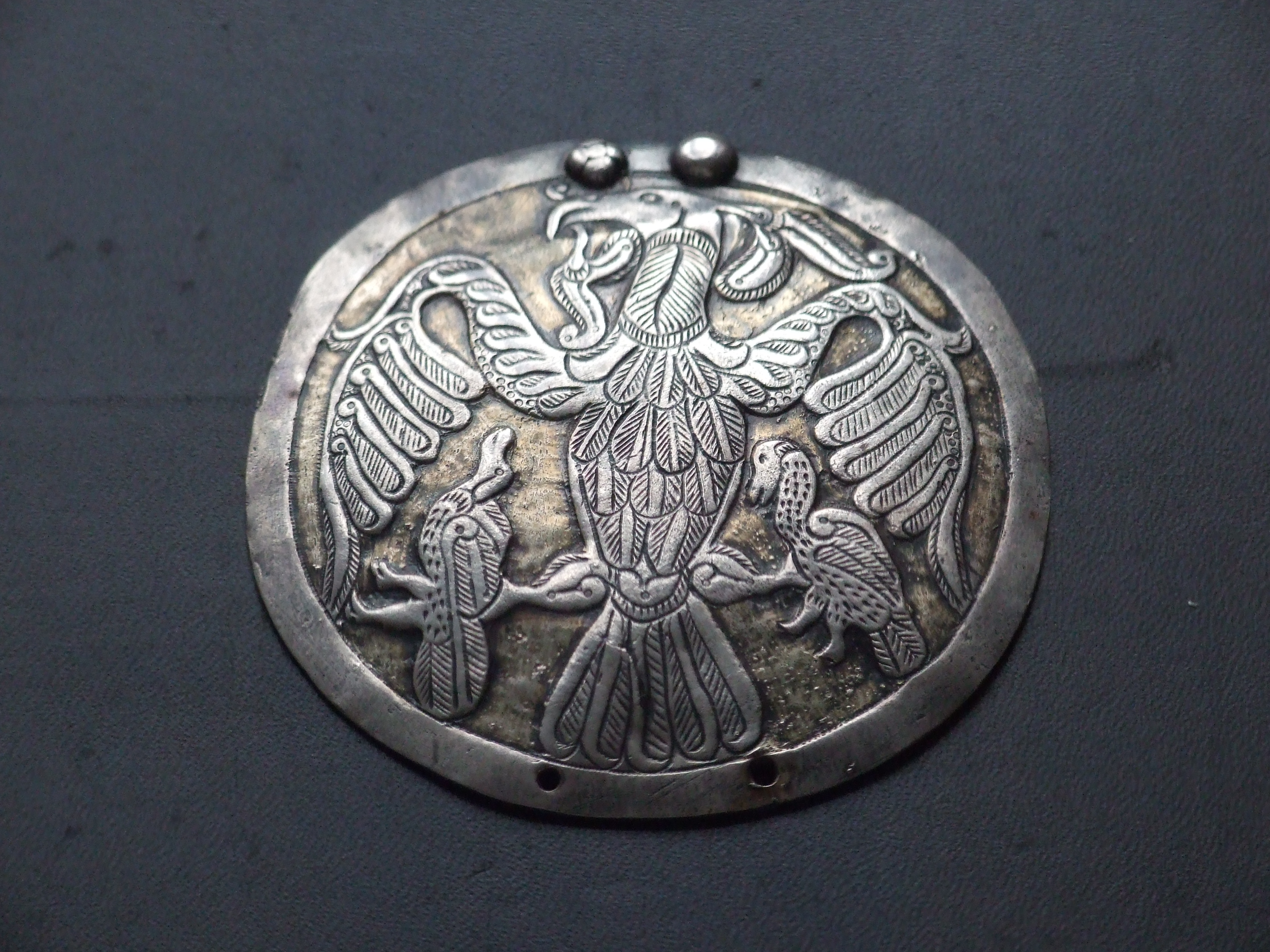
Placă de argint aurit cu motivul turul (Ungaria, secolul al X-lea), Muzeul Național din Praga.

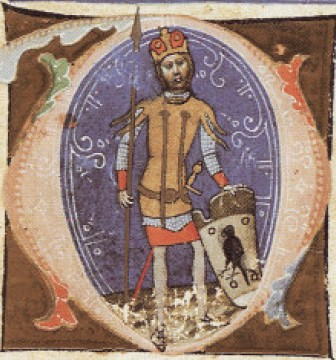
Miniatură a șefului de trib maghiar Ügyek, cu o pasăre turul reprezentată pe scutul său (Chronicon Pictum, secolul al XIV-lea)

Turul este inspirat probabil de un șoim mare, iar originea cuvântului este cel mai probabil turcică: „toġrïl” sau „toğrul” înseamnă o pasăre de pradă medie spre mare din familia Accipitridae, un uliu porumbar sau o gaie roșie. În limba maghiară cuvântul sólyom înseamnă șoim și există trei cuvinte vechi care descriu diferite tipuri de șoimi: kerecsen [din grecescul κερχνηίς, care înseamnă șoim dunărean], zongor [din turcescul sungur, care înseamnă șoim polar și a supraviețuit în prenumele masculin Csongor] și turul.
În tradiția medievală maghiară, el a fost probabil la origine un simbol al Dinastiei Arpadiene ce a fost folosit în secolele al IX-lea și al X-lea.
În legenda lui Emese, consemnată în cronicile medievale Gesta Hungarorum și Chronicon Pictum, se menționează că Emese, soția șefului de trib maghiar Ügyek, ar fi visat o pasăre turul, atunci când era deja însărcinată. În literatura medievală acest vis a fost interpretat ca o „impregnare” din poruncă divină a lui Emese de către o pasăre turul, dar textul legendei este clar. Rolul păsării turul este unul de spirit protector, care-l apără de rău pe micul prunc Álmos („acela care a fost visat”), tatăl lui Árpád. Conducătorul triburilor maghiare ar fi avut un al doilea vis, în care vulturii (simbolul pecenegilor) le-au atacat caii și o pasăre turul a venit și i-a salvat.
Se mai spune că pasărea mitică turul este pasărea protectoare a triburilor maghiare care au migrat din câmpiile Asiei Centrale. Legenda menționează că în anul 896 d.Hr. pasărea ar fi lăsat să cadă sabia pe care o ținea în gheare în zona unde se află astăzi Budapesta, indicând maghiarilor faptul că acel teritoriu urma să fie patria lor. Astfel, maghiarii s-au așezat în zona actualei lor capitale, Budapesta, unde și-au întemeiat un stat propriu.

## Utilizarea modernă ca simbol

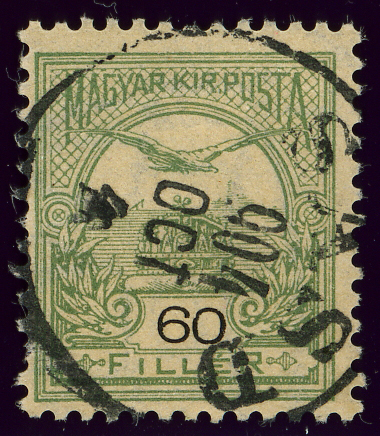
Primul timbru al Regatului Ungariei (1900) cu imaginea păsării mitice turul

Turul apare ca simbol central în stemele Armatei Ungariei, Centrului de luptă antiteroristă și Oficiului pentru Protecția Constituției (fostul Oficiu al Securității Naționale).
Au existat trei statui gigantice ale păsării mitologice turul, fiecare cu anvergura aripilor de 15 metri, pe teritoriul Ungariei Mari (înainte ca granițele țării să fie reconfigurate prin Tratatul de la Trianon). Două dintre ele au fost distruse, iar ultima continuă să se afle pe o stâncă de calcar din apropierea orașului Tatabánya (Ungaria). Ea este cea mai mare statuie a unei păsări din Europa și cea mai mare statuie de bronz din Europa Centrală. Mai există în prezent cel puțin 195 de statui ale păsării turul în Ungaria, precum și 48 în România (32 în regiunea Transilvania și 16 în regiunea Partium), 8 în Slovacia, 7 în Serbia, 5 în Ucraina, 1 în Austria. Una dintre cele mai recente statui a fost dezvelită la 29 septembrie 2012, de Ziua Sfântului Arhanghel Mihail, în Parcul Memorial Național din Ópusztaszer.
Unele timbre poștale emise de Regatul Ungariei după 1900 conțin imaginea păsării mitologice turul.

### În politica naționalistă
În cursul secolelor al XX-lea și al XXI-lea, pasărea mitologică turul a fost asociată cu o serie de ideologii fasciste și de extremă dreapta. Un exemplu remarcabil în acest sens este cel al Asociației Turul (Turul Szövetség). Asociația a susținut politici antisemite, cum ar fi introducerea clauzei numerus nullus, care interzicea tinerilor evrei să studieze la universități, și a avut legături strânse cu Partidul Crucilor cu Săgeți. Turul rămâne, de asemenea, un simbol popular în politica de extremă dreaptă din perioada modernă. Ca atare, utilizarea sa rămâne controversată, mulți susținând că el este un simbol al urii și genocidului, în timp ce alții susțin că sensul său de simbol al unor mișcări politice de extremă dreapta ar trebui ignorat în favoarea semnificației sale istorice.

## Galerie

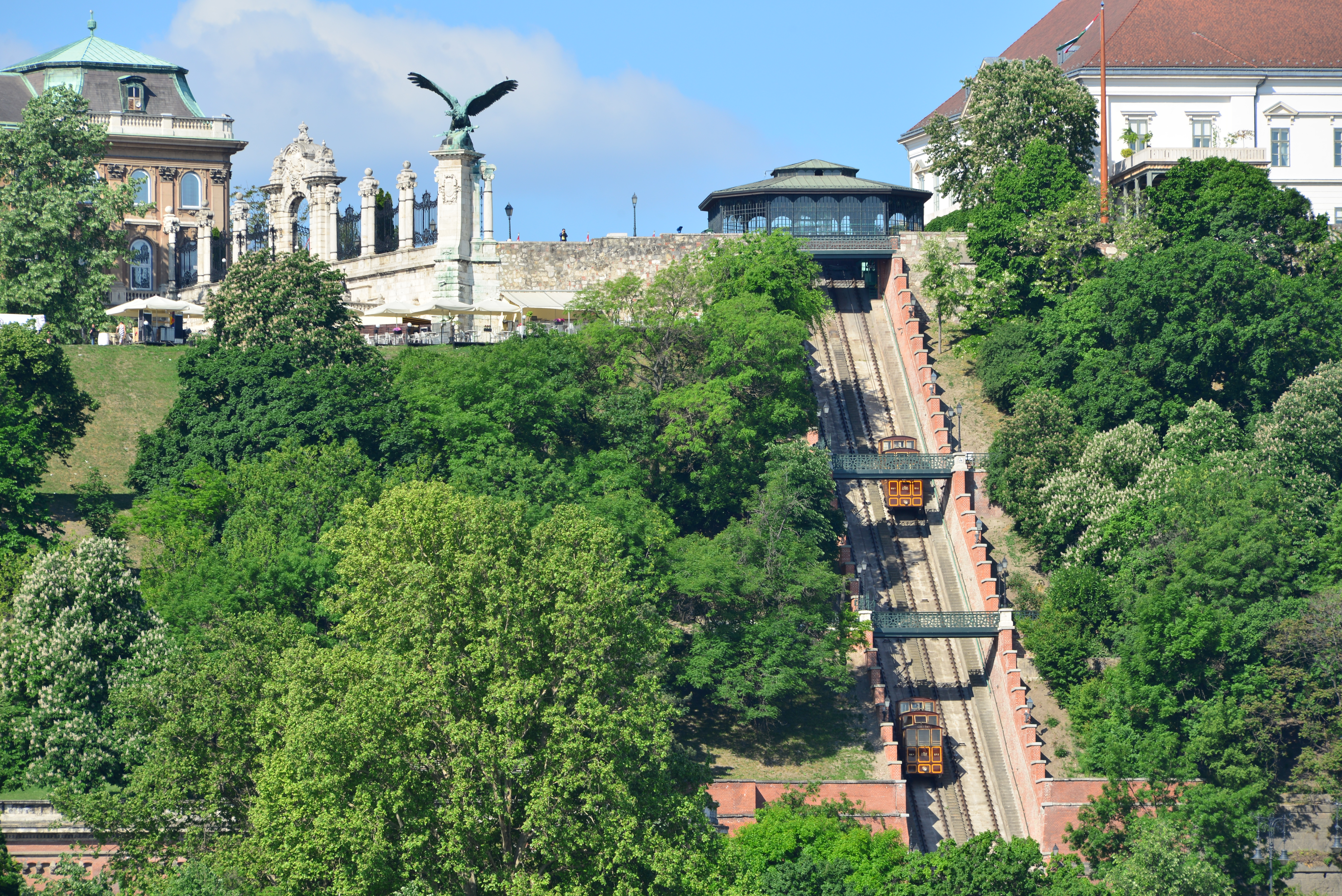
Statuia de pe Castelul din Buda
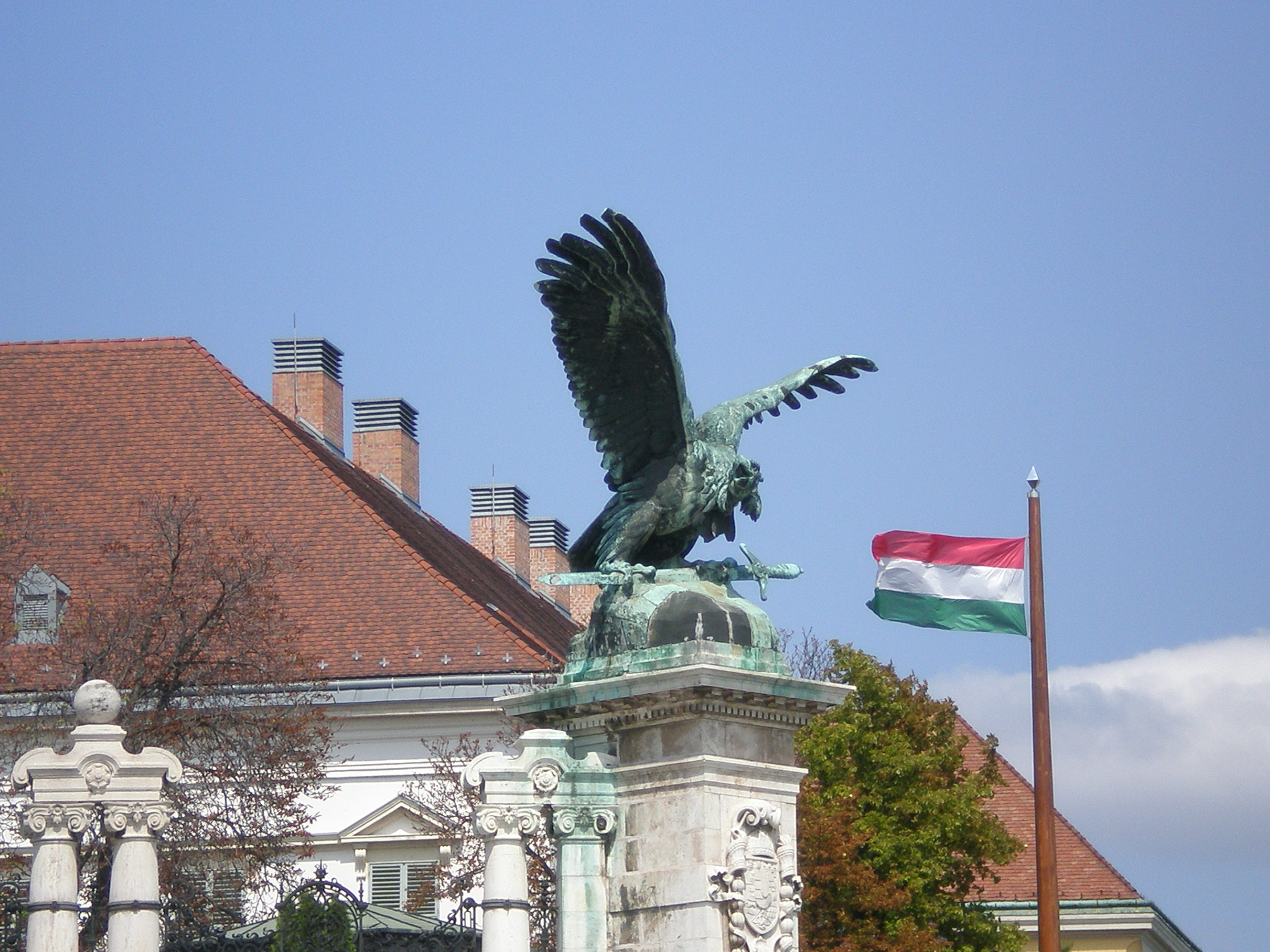
Statuia de pe Castelul din Buda
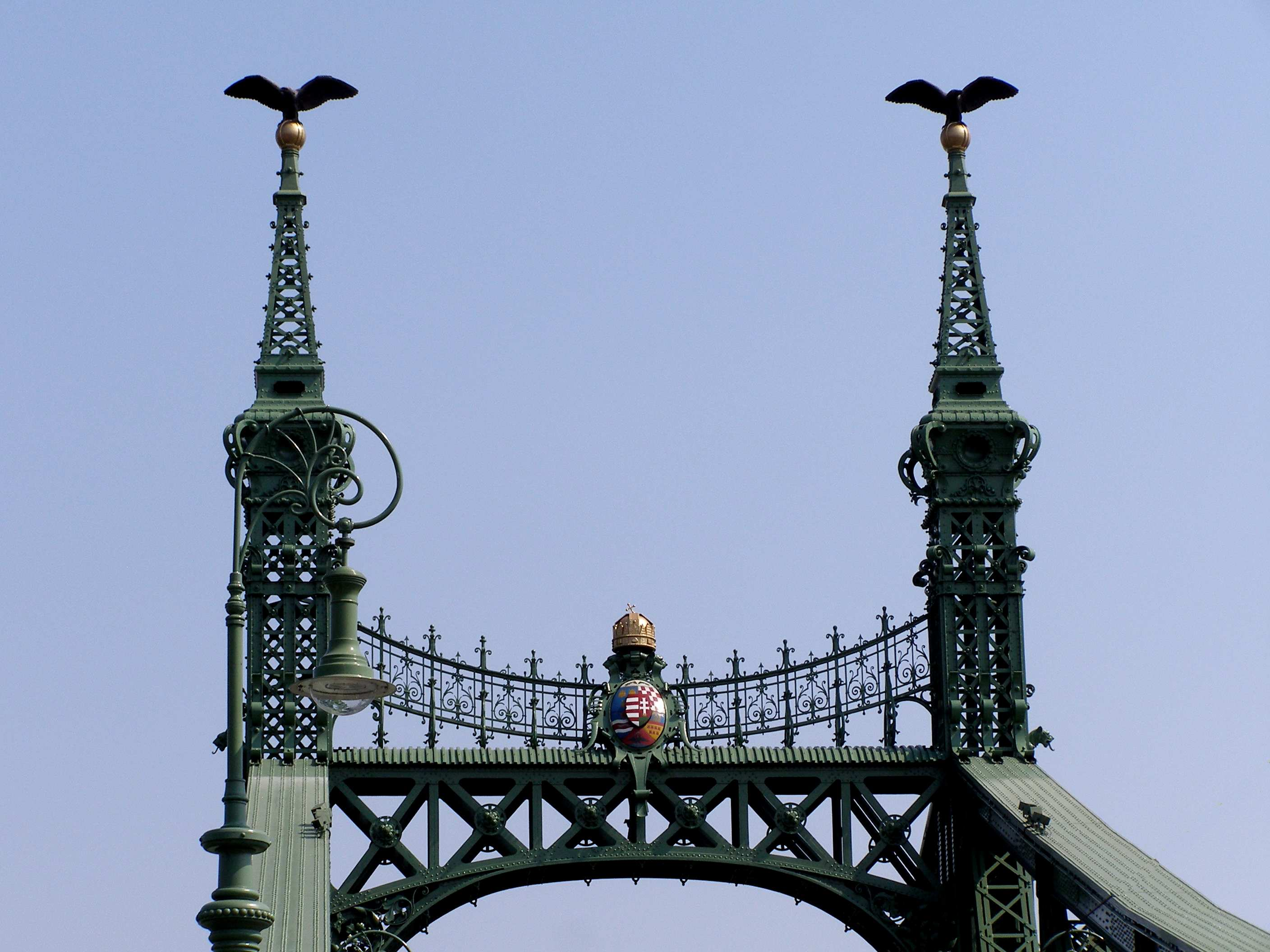
Podul Libertății din Budapesta
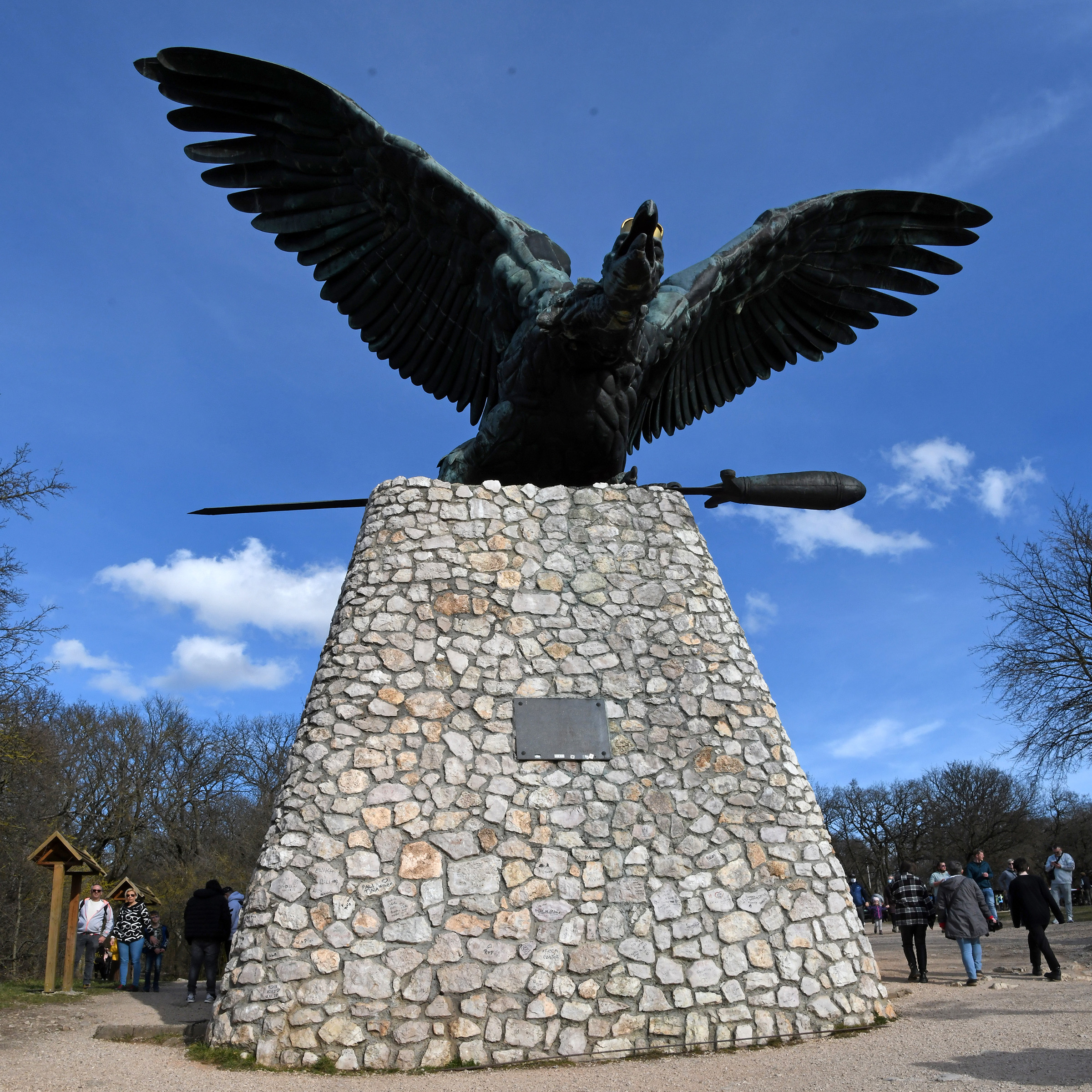
Statuia de pe dealul din apropiere de Tatabánya (1907)
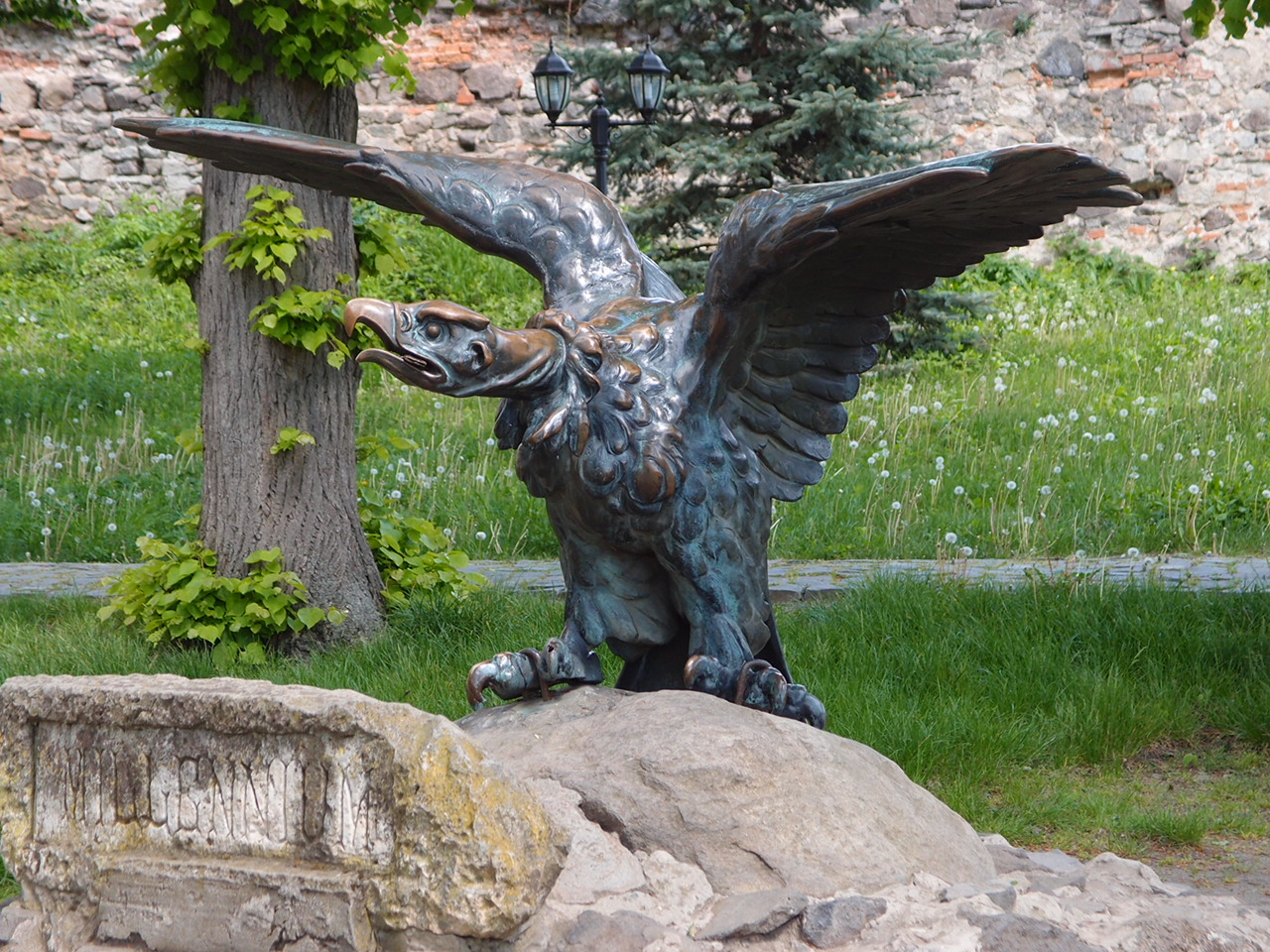
Statuia din Castelul Ujhorod
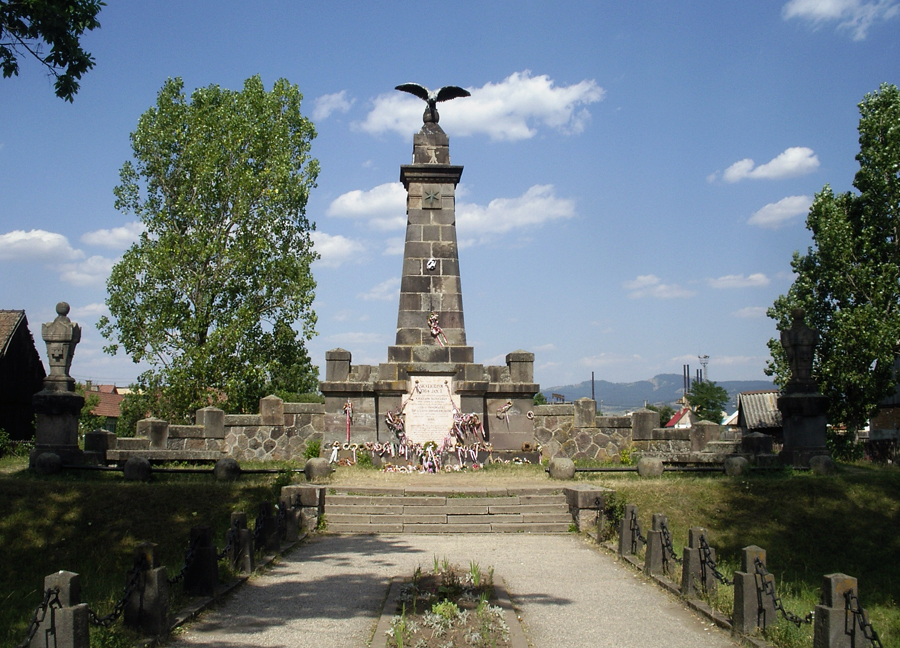
Monumentul „Siculicidium” de la Siculeni (1905)